# 10524 Maniewski
10524 Maniewski è un asteroide della fascia principale. Scoperto nel 1990, presenta un'orbita caratterizzata da un semiasse maggiore pari a 2,2414889 UA e da un'eccentricità di 0,1067688, inclinata di 6,54112° rispetto all'eclittica.
L'asteroide è dedicato a Jan Maniewski, medico belga.